# Louisville International Open
A Louisville International Open egy női profi tenisztorna, amelyet először 2016. augusztus 22–28. között rendeztek volna meg a Kentucky állambeli Louiseville-ben. A torna 250 000 dollár összdíjazással WTA International kategóriájúként került be a versenynaptárba. A versenyt szabad téren, kemény borítású pályán rendezik.
Az első verseny a versenyigazgató lemondása, valamint a rendező Louisville Professional Tennis LLC csődje miatt 2017-re lett halasztva. A torna a WTA 2017-es versenynaptárába nem került be.

## Döntők

### Egyéni
| Év   | Győztes | Ellenfél a döntőben | Eredmény |
| ---- | ------- | ------------------- | -------- |
| 2017 |         |                     |          |

### Páros
| Év   | Győztes | Ellenfél a döntőben | Eredmény |
| ---- | ------- | ------------------- | -------- |
| 2017 |         |                     |          |